# Rjevski contre Napoléon
Pour plus de détails, voir Fiche technique et Distribution.
Rjevski contre Napoléon (en russe : Ржевский против Наполеона, Rjevski protiv Napoleona) est un film russe de Maryus Vaysberg, sorti dans les salles russes en 2012.

## Synopsis
Nous sommes en 1812 et l'empereur Napoléon Bonaparte (Volodymyr Zelensky) a conquis toute l'Europe.
Lorsqu'il décide d'envahir la Russie, sa réputation de joli cœur le précède.
Après la défaite de Borodino, le général Koutouzov (Vladimir Simonov), affaibli, réunit son état-major à Fili pour statuer sur le sort de Moscou : la ville sera abandonnée !   

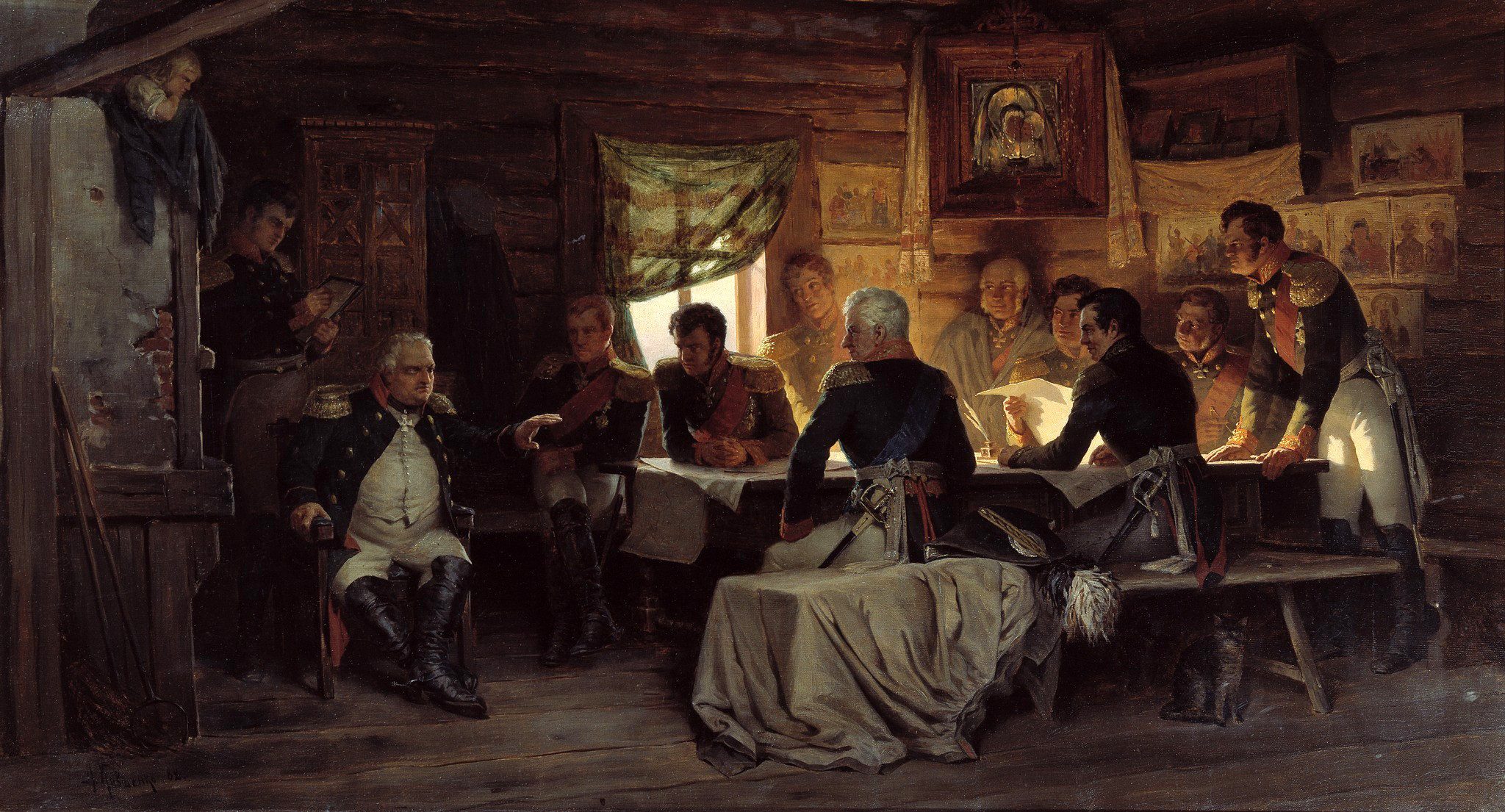
À la conférence de Fili, Koutouzov décide de la capitulation de Moscou (tableau d'Alexeï Kivchenko, scène reconstituée dans le film).

Mais le prince Bagration (Marat Bacharov) propose que le colonel Rjevski (Pavel Derevianko), travesti en femme, se charge d'espionner l'Empereur, et surtout, détourne son attention vers des préoccupations plus futiles, pour sauver ce qu'il reste de la ville.
Rjevski est propulsé dans le temps et l'espace à la rencontre du comte Lev Tolstoï (Mikhaïl Efremov), fin connaisseur des guerres napoléoniennes puisqu'il est l'auteur de Guerre et Paix. En expert il se charge d'assurer la transformation physique de Rjevski, par l'entremise de son amie Madame Ksiou-Ksiou (Ksenia Sobtchak), et le seconde durant sa mission.
C'est lors du bal donné pour la prise de Moscou que l'Empereur a le coup de foudre pour notre héros pomponné. Repousser les avances de Napoléon est une tâche harassante, et Rjevski profite de l'institut de beauté et centre de fitness pour se prélasser et décompresser. Il y croise la très belle Natacha Rostov (Svetlana Khodtchenkova) (personnage de Guerre et Paix) qu'il veut absolument séduire. Il se rend alors aux vestiaires des hommes où il doit corriger Jean-Claude Van Damme pour que celui-ci lui cède ses vêtements.
Rjevski ruse pour résister à Napoléon qui cette fois a officiellement demandé sa main. Fumant la pipe à un kiosque et réfléchissant au moyen de se sortir de cette situation, il est découvert par un des généraux de l'Empereur, aux traits singulièrement efféminés. Après un duel à l'épée, les déguisements de l'un et l'autre tombent : le général d'Empire n'est autre que la très belle Natacha Rostov, elle aussi espionne dans les rangs français.
Napoléon surprend les deux amoureux sous leurs déguisements respectifs et va accélérer la cérémonie du mariage. Celui-ci enfin célébré, et tandis que Napoléon veut le consommer, Moscou s'embrase ! Le colonel Rjevski arrive à s'extirper des griffes du tyran pour voler au secours de sa bien-aimée Natacha. C'est la retraite de la Grande Armée, et une grande détresse sentimentale pour l'Empereur.

## Fiche technique
- Titre : Rjevski contre Napoléon
- Titre original : Ржевский против Наполеона (Rjevski protiv Napoleona)
- Titre anglais : Corporal vs. Napoleon
- Réalisation : Maryus Vaysberg
- Scénario : Andreï Iakovlev, Mikhaïl Savine
- Production : Leopolis, Central Partnership, Studio Kvartal 95
- Musique : Vladimir Saïko
- Effets visuels : Illia Afanasiev, Dmytro Kolisnyk, Oleg Verenko, Vladimir Yakovlev
- Costumes : Anastasia Nefedova
- Photographie : Irek Hartowicz
- Son : Ben Zaraï
- Producteur : Sergueï Livnev
- Montage : David Dodson
- Durée : 95 min
- Pays :  Russie
- Langue : Russe, anglais, français
- Format : couleur - 5.1 - Dolby digital
- Lieux de tournage : Russie
- Date de sortie : 2012

## Distribution
- Pavel Derevianko : le colonel Rjevski[1]
- Mikhaïl Efremov : Lev Tolstoï
- Volodymyr Zelensky : Napoléon[1]
- Mikhaïl Galoustian : le marquis de Maso-Sade
- Svetlana Khodtchenkova : Natacha Rostov
- Vladimir Simonov : le général Koutouzov
- Marat Bacharov : le prince Bagration
- Ksenia Sobtchak : Madame Ksiou-Ksiou
- Jean-Claude Van Damme : caméo
- Anna Semenovich : conquête de Rjevski
- Ilia Oleinikov : papi supporter
- Aleksandr Pankratov-Tcherny : adjudant
- Iouri Galtsev : le maire
- Rouslana Pysanka : madame Golovina
- Aleksey Panine : Saper
- Inna Tsymbaliouk, une invitée du bal.

## Accueil
20 Minutes avec Nanarland parle d'une « pochade » digne des Max Pécas des années 1970.